# 피어스 더 베일
피어스 더 베일(영어: Pierce the Veil)은 미국의 록 밴드이다.